# ACMAT Bastion
Pour les articles homonymes, voir Bastion (homonymie).
Le Bastion est un véhicule blindé de transport de troupes conçu et fabriqué par les Ateliers de construction mécanique de l'Atlantique (ACMAT) depuis le début des années 2010.

## Conception
Son châssis est basé sur celui du VLRA.
En 2015, le United States Department of Defense achète 62 Bastion APC commercialisés par la firme américaine Mack Trucks pour équiper plusieurs forces africaines engagées dans la mission de l'Union africaine en Somalie.
En 2018, Arquus, propriétaire d'ACMAT, a signé un contrat avec la firme américaine AM General afin de proposer le Bastion en version ambulance pour l'United States Army.

## Variantes

### Bastion APC
En 2020, la Bastion dispose d'un nouveau moteur de quatre cylindres de 270 chevaux, au lieu des 180 chevaux initiaux, ce qui lui assure une meilleure mobilité et capacité de franchissement.

### Bastion PATSAS

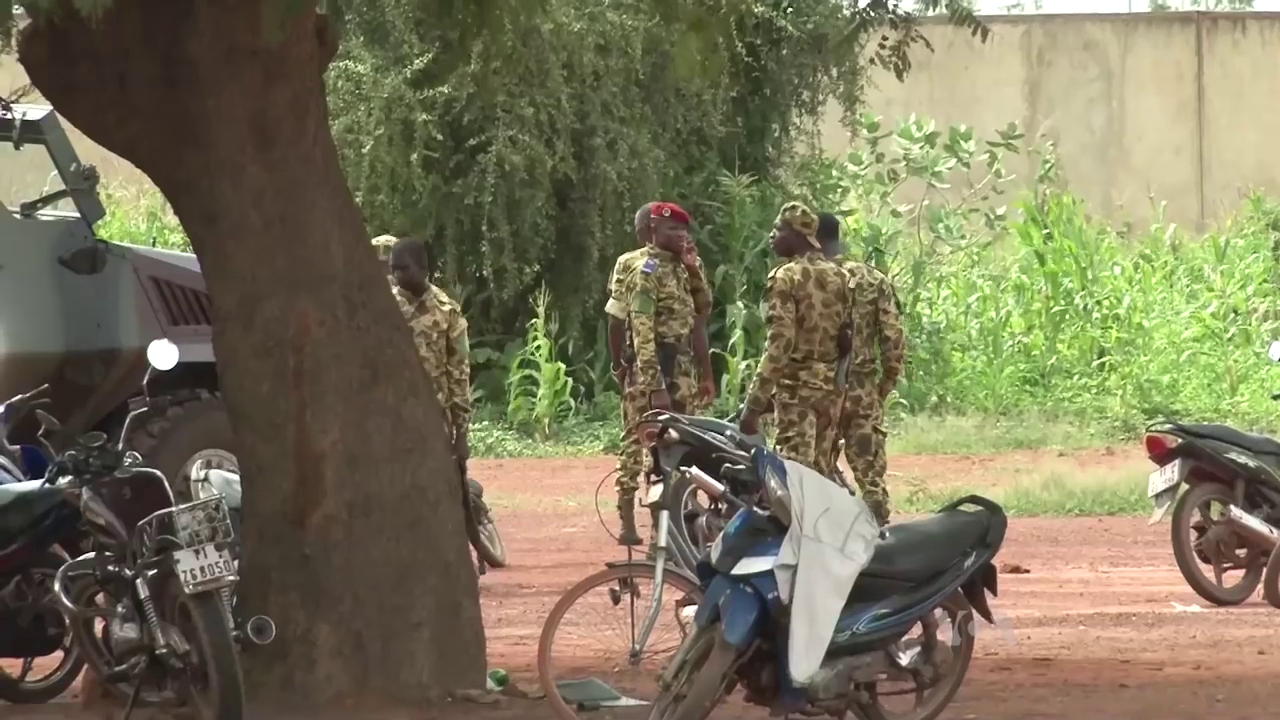
Un Bastion PATSAS du régiment de sécurité présidentielle burkinabè (à gauche) lors du coup d'État de 2015.

Le Bastion PATSAS (PATrouille SAS) est une variante dédiée aux forces spéciales. Il est plus léger (10 tonnes) et peut transporter 5 soldats équipés. Il est équipé d'une mitrailleuse lourde de calibre 12,7 mm et peut emporter 3 autres mitrailleuses de 7,62 mm.

## Opérateurs

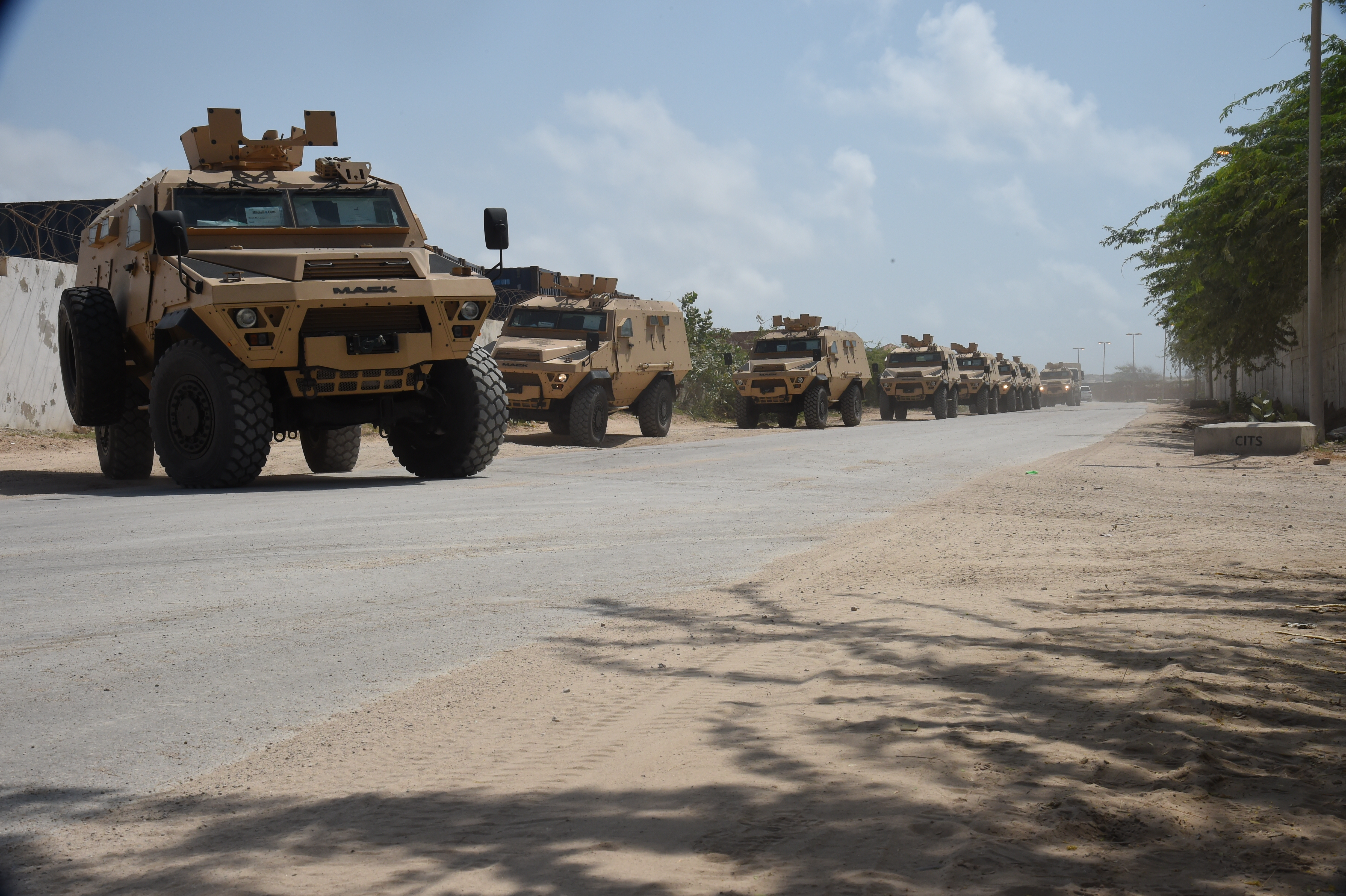
Des Mack Bastion APC livrés au contingent ougandais de l'AMISOM en 2017.

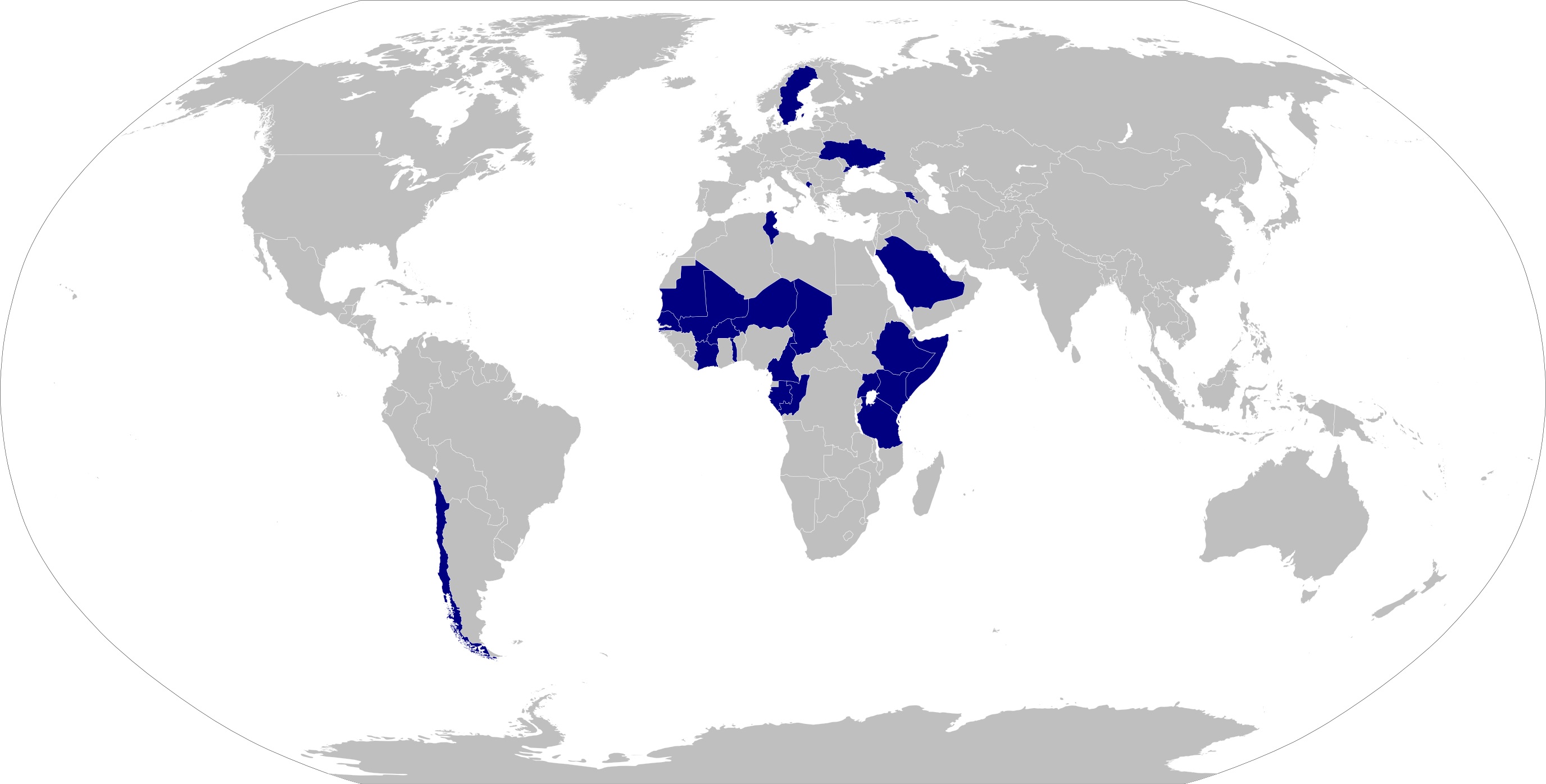
Utilisateur de l'ACMAT Bastion

Le Bastion est un important succès à l'export pour Arquus avec la vente de plus de 500 véhicules en l'absence de toute commande nationale.

### Utilisateurs
Arabie saoudite
Forces armées saoudiennes : 71 Bastion Patsas sont livrés en 2016 et utilisés par les forces spéciales. Certains auraient été utilisés pendant l'intervention au Yémen.
 Arménie
Armée arménienne : 21 Bastion sont livrés en novembre 2023, selon un rapport du Sénat, trois autres seraient en cours de livraison et 26 en cours de production. Ils sont utilisés par le 12e brigade de maintien de la paix lors de l’exercice Eagle Partner 24.
 Bénin
Forces armées béninoises : 6 Bastion sont livrés en 2018 et 2019.
 Burkina Faso
Forces armées du Burkina Faso : 10 Bastion sont livrés en 2012. En novembre 2019, quatre Bastion APC sont livrés grâce à un financement de l'Union européenne dans le cadre du G5 Sahel, suivi par deux autres véhicules livrés en 2020,.
 Cameroun
Forces armées camerounaises : 15 Bastion APC sont livrés en 2015 et 2016 grâce à un financement du département de la Défense des États-Unis (23 selon le SIPRI). En 2017, ces véhicules sont en service dans la Brigade d'intervention rapide.
À partir de 2021, 33 nouveaux véhicules sont livrés pour équiper les unités camerounaises engagées dans le cadre de la MINUSCA.
 Chili
Carabiniers du Chili : 5 Bastion devaient être livrés en 2024 aux forces de police chiliennes. 
 République du Congo
Police Nationale congolaise : 2 Bastion APC sont livrés en 2012 et utilisés pour le maintien de l'ordre.
 Côte d'Ivoire
Gendarmerie nationale : 9 Bastions sont livrés en 2018.
 Éthiopie
Forces de défense nationale éthiopiennes : 12 Bastion APC sont livrés en 2016 grâce à un financement du Département de la Défense des États-Unis.
 Gabon
Forces armées gabonaises : 5 Bastion APC sont livrés en 2019,.
 Kenya
Forces de défense du Kenya : 12 Bastion APC sont livrés en 2018 grâce à un financement américain.
 Kosovo
Police du Kosovo : 3 Bastion APC sont livrés en 2021 par AM General.
 Mali
Forces armées maliennes : 14 Bastion APC sont livrés en 2016 et utilisés par le 134e escadron de eeconnaissance, (5 selon le SIPRI). En 2020, 13 Bastion APC supplémentaires sont livrés dans le cadre du G5 Sahel grâce à un financement de l'Union européenne,  avec un véhicule en version de commandement et deux en version ambulance.
 Mauritanie
Forces armées mauritaniennes : 7 Bastion sont livrés en 2019 dans le cadre du G5 Sahel grâce à un financement de l'Union européenne.
 Niger
Forces armées nigériennes : 13 Bastion sont livrés en 2019 dans le cadre du G5 Sahel grâce à un financement de l'Union Européenne.
 Ouganda
Armée ougandaise : 17 Bastion APC sont livrés en 2017 grâce à un financement du Département de la Défense des États-Unis pour être utilisés par le contingent ougandais de l'AMISOM.
 Sénégal
Gendarmerie nationale : 9 Bastion de maintien de l'ordre sont livrés en 2017, dont 7 en version APC et 2 en version PATSAS.
Armée de terre sénégalaise : 36 Bastion APC sont livrés en 2018 grâce à un financement saoudien. Ils sont en service au sein des 22e et 23e Bataillon de Reconnaissance et d'Appui.
 Somalie
Forces armées somaliennes : 13 Bastion APC sont livrés en 2016 grâce à un financement du département de la Défense des États-Unis pour être utilisés par le contingent somalien de l'AMISOM.
 Suède
Särskilda operationsgruppen : nombre inconnu de Bastion APC livrés en 2016.
 Tanzanie
Plusieurs dizaines mis à disposition par les Nations unies pour les opérations de maintien de la paix.
 Tchad
Armée de terre tchadienne : 22 Bastion PATSAS sont livrés en 2013, tandis qu'en 2019 et 2020 7 nouveaux Bastion APC sont livrés dans le cadre du G5 Sahel grâce à un financement de l'Union européenne.
 Togo
Forces armées togolaises : 30 Bastion sont livrés en 2014,  aussi bien en version APC que PATSAS. Arquus cherche à vendre davantage de Bastion au Togo en avril 2021.
 Tunisie
Armée de terre tunisienne : 4 Bastion APC sont livrés en 2016 grâce à un financement du Département de la Défense des États-Unis.
 Ukraine
Un premier transfert de 20 Bastion est envisagé par la France en octobre 2022, mais est refusé par l'Ukraine en raison de leur importante vulnérabilité aux tirs d'artillerie et de missiles antichars. En avril 2023, il est annoncé que 11 Bastion sont en cours de production avec une livraison à l'armée ukrainienne, attendus en juillet 2024,. En juillet 2025, le média militaire ukrainien Militarnyi annonce la livraison des véhicules à l'Ukraine, après trois ans de tests.

### Évaluation seulement
France
Forces spéciales françaises : le Bastion PATSAS est évalué en 2012.

## Carrière opérationnelle

### Insurrection djihadiste au Burkina-faso
Les ACMAT Bastion burkinabés sont utilisés pour contrer l'insurrection djihadiste à laquelle le pays fait face, causant la perte de certains véhicules.
Ainsi, l'attaque de Nassoumbou menée le 16 décembre 2016 par Ansarul Islam se solde par la destruction d'un Bastion, un Bastion APC est également détruit le 30 janvier 2023 près de Kompienbiga. La même année, un Bastion APC est saisi par le Groupe de soutien à l'islam et aux musulmans pendant la bataille de Djibo du 26 novembre 2023.

## Véhicules similaires
- Fortress MK-2
- Arquus Sherpa Light
- Humvee
- Panhard General Defense Véhicule blindé léger